# Studebaker-Garford

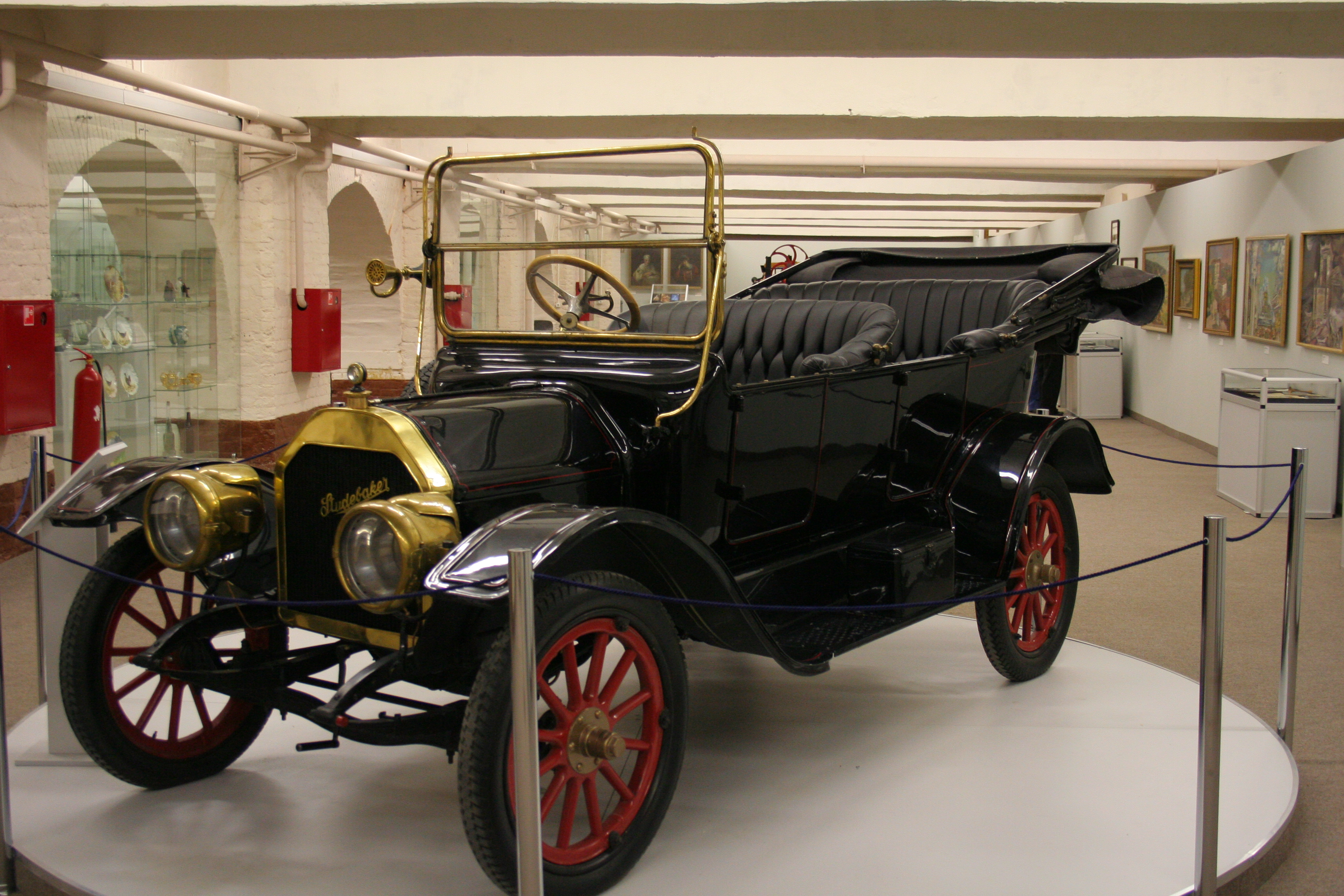
Ein Studebaker-Garford

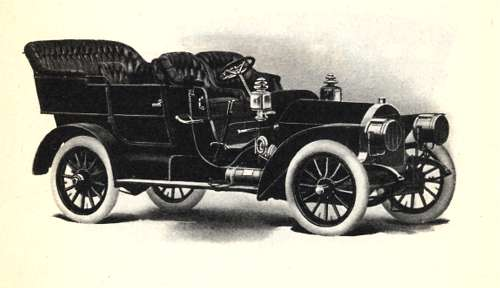
Studebaker-Garford Touring (1908)

Der Studebaker-Garford ist ein Automobil, das gemeinsam von der Garford Company in Elyria (Ohio) und der Studebaker Corporation in South Bend (Indiana) von 1904 bis 1911 hergestellt wurde. Während der gesamten Herstellungsdauer wurde der Wagen gemäß einer Vermarktungsvereinbarung zwischen den beiden Unternehmen als „Studebaker“ verkauft, aber Sammler von Studebaker-Fahrzeugen sehen diese Fahrzeuge getrennt von den anderen, da sie sehr viele Garford-Komponenten enthalten.
Garford stellte für eine Reihe früher Automobilhersteller Komponenten und Fahrgestelle her. Studebaker, die seit den 1850er-Jahren Kutschen fertigten, bauten zwar 1897 ihr erstes Automobil, stiegen aber erst 1902 mit der Einführung des Studebaker Electric voll in diese Branche ein.
Gemäß einer Vereinbarung zwischen den beiden Unternehmen fertigte Garford Fahrgestelle und schickte sie dann nach South Bend zur Endmontage. Der Studebaker-Garford hatte einen Benzinmotor, in der ersten Version mit 8 bhp (5,88 kW).
Die ersten Studebaker-Garford hießen „Model A“ und „Model B“ und wurden als 5-sitzige Tourer mit abnehmbarem Tonneau bezeichnet. Nach Abnehmen des Tonneauaufbaus waren die Wagen 2-sitzige Tourer. Das „Modell C“ wurde ebenfalls 1904 eingeführt und ist auch ein Tourer, aber mit abnehmbarem Dach. Die Wagen konnten gegen Aufpreis mit Scheinwerfern ausgestattet werden.
Bis zu ihrem letzten Produktionsjahr wurden die Wagen immer wieder überarbeitet:
- 1905: Die 15 hp-Serie hatte einen horizontal eingebauten Zweizylindermotor, der 15 bhp (11 kW) entwickelte. Mit der 20 hp-Serie wurde ein Vierzylinder eingeführt, der – entgegen seinem Namen – auch nur 15 bhp leistete.
- 1906: Die Serien E, F und G waren alle Vierzylinderwagen und profitierten von Fahrgestellen, die einen um 50 mm längeren Radstand hatten als im Vorjahr mit 2.489 mm. Studebaker-Garford führte auch einen Stadtwagen-Aufbau ein. Die offenen Wagen hatten gegen Aufpreis eine Windschutzscheibe und ein faltbares Dach.

Bemerkung: Das Modell G 30 wurde ab 1908 auch als Garford verkauft, als Studebaker die Everitt-Metzger-Flanders Company übernommen hatte, mit der sie auch einen Vermarktungsvertrag zum Verkauf der EMF-Wagen über die Studebaker-Händlerorganisation abgeschlossen hatte. Da Studebaker jetzt nicht mehr allein von Garford abhängig war, änderte man inoffiziell den Kooperationsvertrag ab und gestattete Garford in begrenztem Maß, auch ins Automobilgeschäft einzusteigen.
- 1907–1911: Studebaker-Garford aus dieser Zeit hatten eine bessere Ausstattung, und es gab jedes Jahr andere Aufbauten. Das letzte exklusiv für Studebaker gefertigte Modell war der G-10.

Ab 1910 wurde ein steigender Anteil der Fahrgestelle für Garford-Automobile verwendet, und Studebaker sah sich gezwungen, rechtliche Schritte zur Sicherung ihrer Vertragsrechte zu ergreifen. Widerwillig stellte Garford Studebaker zufrieden, aber die Beziehungen zwischen beiden Unternehmen wurden immer gespannter. 1911 war EMF vollständig von Studebaker übernommen worden, und die Zusammenarbeit mit Garford wurde aufgegeben.
Garford setzte seine Automobilproduktion fort, aber ohne die Verkaufsorganisation von Studebaker war das Fertigungsvolumen nicht ausreichend, um in die Profitzone zu gelangen. 1913 wurde Garford von John North Willys übernommen und in Willys-Overland integriert.